# Roche Gourgon
La roche Gourgon est un sommet des monts du Forez culminant à 1 420 m d'altitude, dans la commune de Roche (Loire, France).

## Géologie
La montagne est située sur un socle basaltique. Elle abrite une hêtraie et comprend des espèces neutrophiles se trouvant notamment dans les monts Dore.

## Accès
Le circuit balisé de la Pierre qui Sonne, long de 16,7 km, fait une large boucle autour du sommet et dévoile des panoramas sur les plateaux des Hautes Chaumes du Forez.